# Клавариадельфус язычковый
Рога́тик язычко́вый, или клавариаде́льфус язычковый (лат. Clavariadelphus ligula) — съедобный гриб из рода Клавариадельфус (Clavariadelphus).

## Описание
Плодовое тело булавовидное, не ветвится. Окрашено в оранжево-желтые или кремовые тона. Ножка к основанию суживается. Мякоть белая, без запаха. Споры белые.